# Condylocarpon intermedium
Condylocarpon intermedium es una especie de bejucos perteneciente la familia Apocynaceae. Es originaria de América tropical.

## Distribución y hábitat
Se distribuye por Nicaragua, Guayana Francesa, Guyana, Surinam, Venezuela y Brasil donde es muy común en pantanos de agua dulce a lo largo de la costa atlántica en alturas de 0–10 metros. Su floración se produce en octubre.

## Descripción
Son bejucos con látex lechoso. Las hojas se encuentran opuestas y son ovadas, elípticas a oblongo-elípticas de 4–10 cm de largo y 1,5–4,5 cm de ancho, el ápice agudo a acuminado, base obtusa, escasamente pilosas a lo largo del nervio principal en el envés. La inflorescencia laxamente paniculada, un poco alargada, con flores blancas;  sépalos con menos de 1 mm de largo; la corola angostamente infundibuliforme, tubo 1–1,5 mm de largo, los lobos 1–1,5 mm de largo; las anteras no adheridas a la cabeza del estilo. Los frutos apocárpicos, cada mitad parecida a un lomento y articulada en varios segmentos ovoides, indehiscentes y con 1 semilla, cada uno de 1–2 cm de largo y 0,6–0,8 cm de ancho.

## Variedades
- Condylocarpon intermedium subsp. intermedium. Originario de América tropical.
  - Sinónimos:
  -  Condylocarpon breviarticulatum Müll.Arg. en C.F.P.von Martius & auct. suc. (eds.), Fl. Bras. 6(1): 65 (1860).
  - Condylocarpon intermedium var. brevifolium Müll.Arg. en C.F.P.von Martius & auct. suc. (eds.), Fl. Bras. 6(1): 65 (1860).
  - Condylocarpon obtusiusculum Müll.Arg. en C.F.P.von Martius & auct. suc. (eds.), Fl. Bras. 6(1): 65 (1860).
  - Condylocarpon longii Standl. & L.O.Williams, Ceiba 3: 34 (1952).[1]

- Condylocarpon intermedium subsp. laxum (Müll.Arg.) Fallen (1983). Originario de Brasil (Río de Janeiro)
  - Sinónimos:
  - Condylocarpon laxum Müll.Arg. en C.F.P.von Martius & auct. suc. (eds.), Fl. Bras. 6(1): 66 (1860).
  - Condylocarpon gracile Miers, Apocyn. S. Amer.: 28 (1878).[1]